# Saskia Atzerodt
Saskia Atzerodt (* 4. März 1992 in Augsburg)  ist ein deutsches Model, Playmate und Reality-TV-Teilnehmerin.

## Werdegang
Atzerodt ist gelernte Steuerfachangestellte. Nebenbei arbeitete sie als Model. 2016 war sie Kandidatin in der sechsten Staffel der RTL-Fernsehsendung Der Bachelor, wo sie bei der vierten „Nacht der Rosen“ ausschied.
Im März 2016 machte sie die Beziehung zum Model Nico Schwanz öffentlich.  Im Juli 2016 zeigte Atzerodt sich nackt im Playboy und wurde anschließend von den Lesern zum Playmate des Monats Juli 2016 gewählt.
Im September 2016 trennten sich Nico Schwanz und Saskia Atzerodt. Als ihr Bruder im Dezember 2016 mit 26 Jahren starb, kam das Paar erneut zusammen. Anfang 2017 gaben beide ihre Verlobung bekannt und trennten sich jedoch im Juli 2017 erneut. Kurz vor der Trennung gewannen Nico Schwanz und Saskia Atzerodt noch als Paar die zweite Staffel von Das Sommerhaus der Stars – Kampf der Promipaare.
2018 war sie Kandidatin im Bachelor-Spin-off Bachelor in Paradise sowie 2019 in der zweiten Staffel von Get the F*ck out of my House, wo sie unter die letzten elf Teilnehmer kam.
Anfang 2019 wurde berichtet, dass sich Atzerodt aufgrund einer Lipödem-Erkrankung einer Liposuktion (Fettabsaugung) unterzogen hatte.
Im Juli 2022 kam ihr erstes Kind, ein Sohn zur Welt.

## Fernsehauftritte
- 2016: Der Bachelor (RTL)
- 2017: Das Sommerhaus der Stars – Kampf der Promipaare (RTL)
- 2018: Bachelor in Paradise (RTL)
- 2019: Get the Fuck out of my House (Pro7)